# Pavel Ivanovich Tetera Morzhkovsky

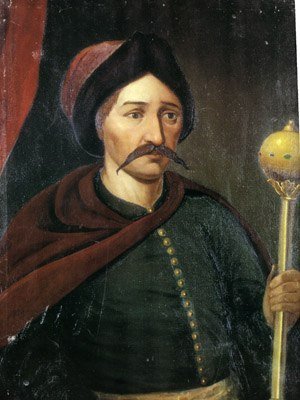
Retrato de Pavel Ivanovich Tetera Morzhkovsky, s. XIX.

Pavel Ivanovich Tetera Morzhkovsky - Participó de la Rebelión de Jmelnitski y fue Hetman de la Orilla Derecha de Ucrania.

## Biografía

### Primeros años
Su madre, Anastasia, fue monja en su juventud, y era ahijado de Bogdán Jmelnitski. Sus dos hermanas se casaron con nobles polacos. Probablemente tenía un origen noble, su apellido Morzhkovsky pertenece a una familia noble polaca y usaba el escudo de armas de Ślepowron.
Estudió en la Escuela Uniata de Minsk, donde estudió latín y oratoria. A finales de la década de 1630, estaba al servicio del joven noble polaco Nicholas Jan Prazmowski, en Mazovia, (más tarde, Prazmowski se convirtió en Canciller del Reino de Polonia).
A finales de la década de 1640, fue signatario en la corte de Lutsk, bajo el liderazgo de Stanisław Kazimierz Bieniewski, quien, más tarde, se convirtió en diplomático polaco.
Hasta 1647, ocupó el cargo de regente (gobernante) de la oficina del tribunal de la ciudad de Volodímir, y luego estuvo al servicio de Stempkovsky, entonces el castellano de Brátslav.
En 1648, cuando estalló la Rebelión de Jmelnitski, se unió a los cosacos y fue empleado en el Regimiento de Pereyáslav.
En 1649, encabezó la embajada cosaca ante Jorge Rákóczi II, entonces el Príncipe de Transilvania y fue uno de los organizadores de la alianza político-militar Ucrania-Transilvania, que finalmente tomó forma en 1654-1657.
Participó en muchas negociaciones diplomáticas que tuvieron lugar en Chiguirín.
En la primavera de 1651, junto con Demko Teterya, entonces el Yesaúl del Regimiento de Pereyáslav, dirigió el Asedio de Kamianets-Podilski.
En el verano de 1653 se convirtió en Coronel de Pereyáslav. Se opuso a las relaciones aliadas con el Zarato Ruso.
En marzo de 1654, junto con el juez general Samoilo Bogdanovich Zarudny, estuvo en Moscú, donde negoció los términos de los artículos de marzo de 1654. Más tarde fue enviado nuevamente a Moscú para presentar los artículos del Tratado al Zar Aleijo I.
En 1655, durante el Asedio de Leópolis por las tropas cosacas rusas, negoció con el lado polaco un rescate por la ciudad. Después de la muerte de Bogdán Jmelnitski, apoyó el Hetman Iván Vihovski y fue nombrado atamán del Trans-Dniéper.
En 1658, Teterya, junto con Iván Vihovski y Yuri Stefanovich Nemirich, redactaron el Tratado de Hadiach con la República de las Dos Naciones. En marzo de 1658, intentó detener la campaña del ejército polaco contra los cosacos de la orilla izquierda. Entre 1658 y 1661 estuvo en Varsovia, donde participó en el desarrollo del Tratado Slobodishchensky de 1660.

### Hetman en la orilla derecha
En 1662, cuando Yuri Jmelnitski fue derrotado por el Príncipe Grigory Grigoryevich Romodanovsky en la Batalla de Kániv y huyó, fue uno de los cinco coroneles que asumieron arbitrariamente el título de Hetman.
En octubre de 1662, tras la abdicación del Hetman Yuri Jmelnitski, fue elegido Hetman de la Orilla Derecha en la Rada de Chiguirín y, con el apoyo de la República de las Dos Naciones, intentó unir el Hetmanato Cosaco de la Ribera Derecha con el Hetmanato de la Ribera Izquierda bajo su autoridad.
Además, buscó:
1. la confirmación por parte del gobierno polaco de los privilegios de los ancianos cosacos;
2. resolver las cuestiones de la iglesia: (abolir la dependencia de la jerarquía ortodoxa de la católica romana y devolver a los ortodoxos las iglesias confiscadas por los uniatas);
3. establecer relaciones diplomáticas independientes con Moldavia y Valaquia; e
4. iniciar negociaciones de paz con el Zarato Ruso.

Luchó contra el Yakim Somko, entonces el Hetman de la Orilla Izquierda, y luego con su sucesor: Ivan Bryukhovetsky, quien intentó unir todas las tierras de la antigua Rusia bajo el protectorado del Zar de Moscú.
A principios de 1663, junto con Petró Doroshenko y las tropas polaco-lituanas, invadió la orilla izquierda de Ucrania y sitió Hlújiv, pero se vio obligado a retirarse frente a las tropas rusas.
En julio de 1663, envió tropas al mando de Petró Doroshenko para sofocar la rebelión encabezada por el coronel Ivan Popovich-Khodorkovsky.
En octubre de 1663, al frente de las tropas cosacas se unió al ejército del Rey Juan II Casimiro y a las tropas tártaras en Bila Tserkva para atacar la Orilla Izquierda de Ucrania. Entre noviembre de 1663 y enero de 1664, las tropas cosacas polacas y los destacamentos tártaros ocuparon la mayor parte de la margen izquierda de Ucrania. Sin embargo, la ofensiva pronto se estancó durante el asedio de Hlújiv (22 de enero - 9 de febrero de 1664). Además, a principios de 1664, se estalló un levantamiento en la orilla derecha de Ucrania contra la nobleza polaca, lo que le obligó a regresar a la orilla derecha.
El ejército polaco, bajo la presión de las tropas rusas bajo el mando del Príncipe Grigory Grigoryevich Romodanovsky y los regimientos del Hetman Ivan Martynovich Bryukhovetsky, se retiró a través de la región de Chernígov y Lituania hasta Polonia.
Después de la retirada de las tropas de la corona polaca y con la aparición, en la margen derecha, de tropas rusas, regimientos cosacos de la margen izquierda y cosacos liderados por Iván Sirkó, su prestigio político se vio muy debilitado. Al mismo tiempo, los tártaros de Crimea intentaron apoderarse de la orilla derecha de Ucrania hasta el Río Horýn.
Superando la situación adversa, en la primavera de 1664, Tetera logró, con la ayuda de las tropas polaco-lituanas, obligar a Ivan Bryukhovetsky a retirarse a la margen izquierda, junto con las tropas rusas.
A nivel interno, entre 1664 y 1665, Tetera intentó vencer a sus oponentes, en particular a los coroneles I. Serbin, Vasily Drozdenko y S. Opara.

### Tras la renuncia
En julio de 1665, Teterya renunció y nombró a Mikhail Stepanovich Khanenko como Hetman. Después de esto, se fue a Polonia a vivir en Varsovia. En 1667, se unió a la Hermandad de la Asunción de Leópolis. Durante el reinado del Rey Miguel Korybut Wiśniowiecki, fue perseguido por magnates polacos: sus propiedades fueron confiscadas y él mismo fue condenado a exiliarse.
Durante algún tiempo, vivió en Iasi (Moldavia). En 1670 se reunió en Adrianópolis (actualmente Edirne) con el Sultán Mehmed IV y lo convenció de iniciar una guerra contra Polonia. Mehmed IV concedió a Tetere una pensión y le entregó el estandarte del sultán: el sanjacado, sin embargo, en abril de 1670, fue envenenado, por orden del sultán.

### Familia
Estuvo casado dos veces: su primera esposa era la hermana de Iván Vihovski; se segunda esposa, era la hija de Bogdán Jmelnitski y Anna Somko (hermana de Yakim Somko): Ekaterina Bogdanovna Jmelnitskaya.